# وانگ وا-بو
وانگ وا-بو (انگلیسی: Wong Wah-bo) یک رزمی‌کار و خواننده اپرا در دودمان چینگ بود. وی چهره‌ای برجسته در توسعه هنر رزمی وینگ‌چون به‌شمار می‌رود؛ هنری که تاریخچه آن به‌خوبی مستند نشده است و وونگ به‌عنوان بخشی از تاریخچه چندین شاخه معاصر از وینگ‌چون شناخته می‌شود.
او کارش را با خوانندگی در اپرا آغاز کرد و بیشتر در نقش گوان یو هنرنمایی می‌کرد. بعد از بازنشستگی در سن ۶۰ سالگی، به کار تدریس هنرهای رزمی در فوشان پرداخت و شاگردانی چون لیانگ جان و لیانگ بیک را تربیت کرد.